# Косогоры (Ивановская область)
Косогоры — деревня в Фурмановском районе Ивановской области, входит в состав состав Широковского сельского поселения.

## История
В 1981 году Указом Президиума Верховного Совета РСФСР посёлок 2-го отделения совхоза «Фурмановский» переименован в Косогоры.

## География
Косогоры расположены в северной части Ивановской области, к югу от города Фурманов

## Население
| 2010 |
| ---- |
| 111  |

## Инфраструктура
Действовал в советское время совхоз «Фурмановский».
Через автодорогу, в западном направлении, «Никольское кладбище».

## Транспорт
Автодорога из города Фурманов. Остановки общественного транспорта «Никольское кладбище» и «Косогоры».
Просёлочные дороги.